# Nekrolog 1772
Nekrolog
◄◄
| ◄
| 1768
| 1769
| 1770
| 1771
| 1772 | 1773 | 1774 | 1775 | 1776 | ► | ►►
Weitere Ereignisse | Allgemeiner Nekrolog 1772
Die Beschreibung der verstorbenen Person sollte so kurz wie möglich gehalten sein und nur deren signifikante Tätigkeit(en) enthalten.
Neue Namen ggf. auch unter dem Geburts- und Sterbedatum, also etwa unter 1. Januar und im Geburts- und Sterbejahr (2024) eintragen (nur bei entsprechender großer Wichtigkeit). Für Beispiele siehe die schon vorhandenen Artikel.
Außerdem über die fünf zuletzt Verstorbenen, zu denen es einen ausreichend guten Artikel für eine Präsentation auf der Hauptseite gibt, nach der todesbedingten Überarbeitung der Artikel ggf. auch unter Wikipedia Diskussion:Hauptseite informieren und sie am besten auch in den anderen Wikipedia-Sprachversionen eintragen. Tipp: Regelmäßig bei news.google.de nach „ist tot“, „gestorben“ oder „verstorben“ suchen.
Wenn eine Person gestorben ist, gibt es viele Seiten zu dieser Person in der Wikipedia, die davon auch betroffen sind und entsprechend aktualisiert werden müssen. Beispiele: Namenübersichtsseite, Geburtsjahr, Geburtsort-Seiten und viele mehr.
Wie finde ich die betroffenen Seiten?
Im Suchfeld auf der linken Seite gibt man den Suchbegriff so ein: „Vorname Nachname“. Dann klickt man auf Volltext und alle Seiten mit entsprechendem Suchtext werden aufgerufen. Hier sieht man dann schnell, wo auch das Todesjahr Sinn macht oder sogar ein Teil des Artikels angepasst werden muss. Auch hilft das „Werkzeug“ auf der linken Seite sehr gut, um solche Seiten aufzufinden: „Links auf diese Seite“. Somit ist die Wikipedia wieder aktuell in allen Bereichen! Hinweis: bei Eintragung der Kategorie „Gestorben JAHR“ wird der Missbrauchsfilter 49 ausgelöst, was jedoch nicht schlimm ist. Siehe: Spezial:Missbrauchsfilter/49
Dies ist eine Liste von im Jahr 1772 verstorbenen bekannten Persönlichkeiten. Die Einträge erfolgen innerhalb der einzelnen Daten alphabetisch sortiert. Tiere sind im Nekrolog für Tiere zu finden.

## Januar
| Tag        | Name                                               | Beruf, bekannt als                                                                     | Alter | Beleg |
| ---------- | -------------------------------------------------- | -------------------------------------------------------------------------------------- | ----- | ----- |
| 3. Januar  | Antoine Le Camus                                   | französischer Mediziner                                                                | 49    |       |
| 4. Januar  | Alessandro Dori                                    | italienischer Architekt des Barock                                                     | 69    |       |
| 4. Januar  | Giuseppe Zonca                                     | italienischer Komponist                                                                |       |       |
| 6. Januar  | Johann Justinus Gebauer                            | deutscher Verleger                                                                     | 61    |       |
| 6. Januar  | Samuel Johnson                                     | britisch-amerikanischer Geistlicher, Philosoph und erster Präsident des King’s College | 75    |       |
| 7. Januar  | Hans von Aschersleben                              | preußischer Offizier und Beamter                                                       | 73    |       |
| 8. Januar  | Louis-Claude Brullé                                | französischer Buchdrucker und Enzyklopädist                                            |       |       |
| 10. Januar | Johann Adam Schöpf                                 | Maler des Barock                                                                       |       |       |
| 12. Januar | Christian von Kirchberg                            | Burggraf von Kirchberg, Graf zu Sayn-Wittgenstein und Reichskammerrichter              | 45    |       |
| 12. Januar | Karl Gustav von Rosen                              | preußischer Generalmajor, Chef des Infanterieregiments Nr. 17                          | 65    |       |
| 12. Januar | Johann Christoph Sticht                            | deutscher Pädagoge, Orientalist und evangelischer Theologe                             |       |       |
| 12. Januar | Benedikt Werkstätter                               | österreichischer Maler                                                                 | 64    |       |
| 14. Januar | Susanna Margaretha Brandt                          | Kindsmörderin und Vorbild für Goethes Gretchen                                         | 25    |       |
| 14. Januar | Maria von Großbritannien, Irland und Hannover      | Landgräfin von Hessen-Kassel                                                           | 48    |       |
| 15. Januar | Sigmund Haffner der Ältere                         | Bürgermeister der Stadt Salzburg                                                       | 72    |       |
| 16. Januar | Michael von Székely                                | königlicher preußischer Generalmajor und Chef eines Husaren-Regiments                  |       |       |
| 17. Januar | Johann Casimir von Gemmingen                       | Jurist am Reichskammergericht in Wetzlar und Grundherr in Bürg                         | 31    |       |
| 17. Januar | Johann Jakob Quandt                                | deutscher Theologe                                                                     | 85    |       |
| 20. Januar | Maximilian Nagel                                   | deutscher Theologe                                                                     | 24    |       |
| 25. Januar | Joseph Franz Bonaventura von Schönborn-Wiesentheid | deutscher Landesherr, Vizedom                                                          | 63    |       |
| 27. Januar | Daniel Christoph Dietrich                          | österreichischer Baumeister des Barock                                                 |       |       |
| 28. Januar | Joseph Adam von Bethlen                            | k. k. Generalmajor                                                                     | 52    |       |
| 28. Januar | Feyo Udo Winter                                    | deutscher Arzt                                                                         | 58    |       |
| 29. Januar | Johann Friedrich Goddaeus                          | Vizekanzler der Landgrafschaft Hessen-Kassel                                           | 79    |       |

## Februar
| Tag         | Name                                | Beruf, bekannt als                                                                    | Alter | Beleg |
| ----------- | ----------------------------------- | ------------------------------------------------------------------------------------- | ----- | ----- |
| 1. Februar  | Jean François Michel                | flämischer Schriftsteller                                                             | 74    |       |
| 5. Februar  | Franz von le Noble                  | königlich preußischer Oberst und Chef des Altpreußisches Garnisons-Regiment No. 8     | 64    |       |
| 8. Februar  | Rudolph von Bünau                   | königlich-polnischer und kurfürstlich-sächsischer Kammerherr und Domherr zu Merseburg | 60    |       |
| 8. Februar  | Augusta von Sachsen-Gotha-Altenburg | Princess of Wales und Mutter des britischen Königs Georg III.                         | 52    |       |
| 9. Februar  | Mang Anton Stapf                    | deutscher Bildhauer                                                                   | 70    |       |
| 10. Februar | Josef Wenzel                        | Fürst von Liechtenstein                                                               | 75    |       |
| 12. Februar | Michael Caßler                      | Konstrukteur des ersten Laufrades                                                     | 38    |       |
| 13. Februar | Gustav Adolph von Sydow             | preußischer Generalmajor und Chef des Garnisonsregiments Nr.V.                        | 56    |       |
| 18. Februar | Johann Hartwig Ernst von Bernstorff | deutscher Diplomat                                                                    | 59    |       |

## März
| Tag      | Name                              | Beruf, bekannt als                                                                    | Alter | Beleg |
| -------- | --------------------------------- | ------------------------------------------------------------------------------------- | ----- | ----- |
| 2. März  | Johann Berenberg                  | Hamburger Kaufmann, Kunstsammler und Mäzen                                            | 53    |       |
| 2. März  | Robert-Joseph Pothier             | französischer Rechtsgelehrter                                                         | 73    |       |
| 7. März  | Abraham Scholl                    | Schweizer Säckelmeister und Meier                                                     | 71    |       |
| 8. März  | Gottfried von Rollemann           | Propst des Stiftes Klosterneuburg (1766–1772)                                         | 42    |       |
| 10. März | Friedrich III.                    | Herzog von Sachsen-Gotha-Altenburg (1732–1772)                                        | 72    |       |
| 10. März | Martin Schmid                     | Schweizer Jesuitenmissionar, Musiker und Baumeister                                   | 77    |       |
| 11. März | Georg Reutter der Jüngere         | österreichischer Komponist                                                            |       |       |
| 12. März | Franz de Paula Penz               | Pfarrer und Kirchenbaumeister                                                         | 64    |       |
| 13. März | Gottlob Carl Springsfeld          | deutscher Arzt und Gelehrter                                                          | 57    |       |
| 20. März | Johann Dietrich Schlüter          | deutscher Senatssekretär                                                              | 48    |       |
| 21. März | Jacques-Nicolas Bellin            | französischer Kartograph, Ingenieur-Geograph, Hydrograph der Marine und Enzyklopädist |       |       |
| 21. März | Alexander Filippowitsch Kokorinow | russischer Architekt                                                                  | 45    |       |
| 22. März | John Canton                       | englischer Physiker                                                                   | 53    |       |
| 23. März | Franz Xaver Anton Hauser          | deutscher Bildhauer des Rokoko                                                        | 60    |       |
| 23. März | Ignaz Mulzer                      | deutscher Jesuit und Kirchenrechtler                                                  | 45    |       |
| 25. März | Alexander Holzhay                 | deutscher Orgelbauer                                                                  | 49    |       |
| 26. März | Charles Pinot Duclos              | französischer Autor, Historiker und Enzyklopädist                                     | 68    |       |
| 29. März | Martin Planta                     | Schweizer reformierter Geistlicher und Pädagoge                                       | 45    |       |
| 29. März | Emanuel Swedenborg                | schwedischer Wissenschaftler, Mystiker und Theologe                                   | 84    |       |
| 30. März | Julius Gustav Alberti             | evangelisch-lutherischer deutscher Prediger                                           | 48    |       |

## April
| Tag       | Name                                       | Beruf, bekannt als                                                                                              | Alter | Beleg |
| --------- | ------------------------------------------ | --- | ----- | ----- |
| 1. April  | Ignaz Stein                                | Abt der Reichsabtei Obermarchtal in Oberschwaben                                                                | 51    |       |
| 2. April  | Ignaz Forgách de Ghymes                    | k.k. Feldzeugmeister                                                                                            | 69    |       |
| 8. April  | Ignaz Hillenbrand                          | Bildhauer und Plastiker                                                                                         |       |       |
| 8. April  | Leodegar Anton Kolin                       | Zuger Pannerherr, Militär und Priester                                                                          | 77    |       |
| 9. April  | Johann Joseph Resler                       | österreichischer kaiserlicher Hofbildhauer des Barock                                                           | 70    |       |
| 10. April | Friedrich Wilhelm von Eickstedt-Peterswald | königlich preußischer geheimer Staatsrat und Kriegsminister                                                     | 68    |       |
| 10. April | Ferdinand Christoph Oetinger               | deutscher Arzt, Hochschullehrer der Medizin in Tübingen, Rat und Leibarzt sowie Rektor der Universität Tübingen | 53    |       |
| 15. April | Karl Josef Batthyány                       | österreichischer General und Feldmarschall ungarischer Herkunft                                                 | 74    |       |
| 15. April | Viktor I. Amadeus Adolf                    | Fürst von Anhalt-Bernburg-Schaumburg-Hoym                                                                       | 78    |       |
| 18. April | Zacharias Vogel                            | deutscher Arzt                                                                                                  | 63    |       |
| 19. April | Johann Peter Kellner                       | deutscher Organist und Komponist                                                                                | 66    |       |
| 21. April | Samuel Urlsperger                          | deutscher lutherischer Theologe                                                                                 | 86    |       |
| 22. April | Marie Duronceray                           | Gattin von Charles-Simon Favart                                                                                 | 44    |       |
| 25. April | Hieronymus von Spreti                      | bayerischer Graf und General italienischer Abstammung                                                           | 77    |       |
| 27. April | Thomas Nugent                              | irischer Gelehrter, Historiker und Reiseschriftsteller                                                          |       |       |
| 28. April | Enevold von Brandt                         | dänischer Graf und Höfling                                                                                      | 33    |       |
| 28. April | Johann Friedrich Struensee                 | deutscher Arzt und Minister am dänischen Hof                                                                    | 34    |       |
| 30. April | Harman Hendrik van de Poll                 | Bürgermeister von Amsterdam                                                                                     | 74    |       |

## Mai
| Tag     | Name                               | Beruf, bekannt als                                                                    | Alter | Beleg |
| ------- | ---------------------------------- | ------------------------------------------------------------------------------------- | ----- | ----- |
| 1. Mai  | Gottfried Achenwall                | deutscher Historiker und Jurist                                                       | 52    |       |
| 2. Mai  | Atanasie Rednic                    | Bischof von Făgăraș                                                                   | 50    |       |
| 3. Mai  | Johann Dietrich Findorff           | Hofmaler und Grafiker der mecklenburgischen Herzöge                                   | 50    |       |
| 3. Mai  | Georg Körner                       | deutscher Pfarrer und Sprachwissenschaftler                                           | 54    |       |
| 4. Mai  | Christian Ludwig Stieglitz         | deutscher Jurist, Ratsherr und Mineraliensammler                                      | 48    |       |
| 11. Mai | Joseph Kirchhoffs                  | mutmaßlicher deutscher Räuber                                                         | 47    |       |
| 12. Mai | Johann Friedrich Gühling           | deutscher evangelischer Theologe                                                      | 70    |       |
| 15. Mai | Joseph von Petrasch                | Schriftsteller und Philologe                                                          | 57    |       |
| 17. Mai | Maria Barbara von Saylern          | Priorin des Klosters Libingen                                                         | 55    |       |
| 20. Mai | Johann Samuel Friedrich von Böhmer | deutscher Rechtswissenschaftler                                                       | 67    |       |
| 23. Mai | Friedrich Daniel Lamprecht         | deutscher lutherischer Theologe und Generalsuperintendent der Generaldiözese Bockenem | 84    |       |
| 25. Mai | Theodore Jacobsen                  | Architekt                                                                             |       |       |
| 25. Mai | Johann Gottfried Teske             | deutscher Physiker                                                                    | 68    |       |
| 26. Mai | Thomas Whately                     | britischer Politiker und Verfasser einer gartentheoretischen Schrift                  | 45    |       |
| 28. Mai | Immanuel Hoffmann                  | deutscher Jurist                                                                      | 62    |       |
| 31. Mai | Caspar Friedrich Renner            | deutscher Jurist, hannoverscher Intendant, Strukturar und Stadtvogt                   | 80    |       |

## Juni
| Tag      | Name                                   | Beruf, bekannt als                                                  | Alter | Beleg |
| -------- | -------------------------------------- | ------------------------------------------------------------------- | ----- | ----- |
| 1. Juni  | Matthias Jeßwagner                     | österreichischer Orgelbauer                                         | 57    |       |
| 4. Juni  | Johann Michael Feuchtmayer der Jüngere | Stuckateur und Bildhauer des Rokoko                                 |       |       |
| 11. Juni | Gabriel Huquier                        | französischer Künstler, Kunsthändler und -sammler                   | 77    |       |
| 12. Juni | Marc-Joseph Marion du Fresne           | französischer Entdecker                                             | 48    |       |
| 13. Juni | Joseph Zwinger                         | deutscher Jesuitenpater und Hochschullehrer                         | 67    |       |
| 15. Juni | Louis-Claude Daquin                    | französischer Komponist des Barock                                  | 77    |       |
| 18. Juni | Johann Ulrich von Cramer               | deutscher Jurist und Philosoph                                      | 65    |       |
| 18. Juni | Gerard van Swieten                     | österreichischer Mediziner                                          | 72    |       |
| 20. Juni | Johann Eberhard Georgii                | deutscher Jurist und württembergischer Politiker                    | 77    |       |
| 21. Juni | Johann Jacob von Zwierlein             | deutscher Geheimrat und Jurist am Reichskammergericht zu Wetzlar    | 73    |       |
| 22. Juni | Ludwig Friedrich zu Castell-Remlingen  | deutscher Landesherr und Pietist                                    | 65    |       |
| 22. Juni | François-Vincent Toussaint             | französischer Autor, Journalist, Rechtsanwalt und Enzyklopädist     | 56    |       |
| 22. Juni | Josef Wissgrill                        | österreichischer Baumeister                                         |       |       |
| Juni     | Raphael Courteville                    | englischer Sänger, Organist und Komponist                           |       |       |
| Juni     | Ahmad Schah Durrani                    | afghanischer Emir; erster Emir der Dynastie der Durrani (1747–1772) |       |       |

## Juli
| Tag      | Name                                                      | Beruf, bekannt als                                                                                   | Alter | Beleg |
| -------- | --------------------------------------------------------- | --- | ----- | ----- |
| 1. Juli  | Catherine Dangeville                                      | französische Schauspielerin                                                                          |       |       |
| 2. Juli  | Johann Georg Krafft                                       | deutscher evangelischer Theologe und Hochschullehrer                                                 | 32    |       |
| 5. Juli  | Heinrich Friedrich Hölderlin                              | Klosterhofmeister in Lauffen, Vater von Friedrich Hölderlin                                          | 36    |       |
| 5. Juli  | Wolfgang Thomas Rau                                       | deutscher Mediziner                                                                                  | 50    |       |
| 6. Juli  | Clemens August von Ascheberg zu Venne                     | Domherr in Hildesheim und Münster                                                                    | 38    |       |
| 6. Juli  | Karl Gottlob Sperbach                                     | deutscher Philologe                                                                                  | 78    |       |
| 6. Juli  | Franz Karl Eusebius von Waldburg-Friedberg und Trauchburg | Fürstbischof von Chiemsee                                                                            | 70    |       |
| 8. Juli  | Johann Bernhard von Fischer                               | deutscher Arzt und Schriftsteller                                                                    | 86    |       |
| 10. Juli | Johann Ludwig Nordtmann                                   | deutscher Kaufmann und Ratsherr der Hansestadt Lübeck                                                |       |       |
| 13. Juli | Gustav Altmöller                                          | deutscher Kunstmaler                                                                                 | 67    |       |
| 25. Juli | Axel von Löwen                                            | schwedischer Freiherr und Ritter des Serafimer-Ordens und Generalgouverneur in Schwedisch-Vorpommern | 85    |       |

## August
| Tag        | Name                                       | Beruf, bekannt als                                        | Alter | Beleg |
| ---------- | ------------------------------------------ | --------------------------------------------------------- | ----- | ----- |
| 4. August  | Eberhard Jakob Kipp                        | Kaufmann und Ratsherr der Hansestadt Lübeck               | 65    |       |
| 5. August  | Franz Karl Fischer                         | deutscher Baumeister                                      | 61    |       |
| 5. August  | Dominik Josef Hayek von Waldstätten        | österreichischer Beamter und Jurist                       | 73    |       |
| 13. August | Henning Otto von Dewitz                    | preußischer Generalmajor, Chef des Husarenregiments Nr. 1 | 64    |       |
| 14. August | Ferdinand Karl Gobert von Aspremont-Lynden | Militärperson                                             | 82    |       |
| 21. August | Alessandro Felici                          | italienischer Komponist, Organist und Cembalist           | 29    |       |
| 21. August | Wilhelm Adolf Paulli                       | deutscher Librettist und Schriftsteller                   |       |       |
| 30. August | Simon Ybertracher                          | Tiroler Barockmaler                                       | 77    |       |
| 31. August | William Borlase                            | englischer Antiquar und Naturforscher                     | 77    |       |

## September
| Tag           | Name                              | Beruf, bekannt als                                                         | Alter | Beleg |
| ------------- | --------------------------------- | -------------------------------------------------------------------------- | ----- | ----- |
| 5. September  | Michel-Joseph Froger de l’Éguille | französischer Lieutenant général des armées navales                        | 67    |       |
| 6. September  | Johann Jacob Reinhard             | baden-durlachischer Geheimrat                                              | 58    |       |
| 13. September | David Otto Wahrendorf             | deutscher lutherischer Theologe                                            | 59    |       |
| 15. September | Ludwig Christian Hesse            | deutscher Komponist und Gambist                                            | 55    |       |
| 15. September | Johann Gottlob Vollsack           | deutscher evangelischer Theologe                                           | 73    |       |
| 19. September | Henriette-Louise de Bourbon       | französische Prinzessin, Enkelin Ludwigs XIV., Benediktinerin und Äbtissin | 69    |       |
| 21. September | Johann Christoph Köcher           | deutscher lutherischer Geistlicher und Theologe                            | 73    |       |
| 28. September | Hans Adolph Wilhelm von Seebach   | braunschweig-lüneburgischer Landdrost und Rittergutsbesitzer               | 78    |       |
| 29. September | Jakob Baegert                     | deutscher Jesuit und Missionar                                             | 54    |       |
| 30. September | James Brindley                    | britischer Ingenieur                                                       |       |       |

## Oktober
| Tag         | Name                                | Beruf, bekannt als | Alter | Beleg |
| ----------- | ----------------------------------- | --- | ----- | ----- |
| 2. Oktober  | Kasimir Kolb von Wartenberg         | preußischer Generalmajor, Minister des schwäbischen Kreises                                                                        | 73    |       |
| 4. Oktober  | Augustin Ehrensvärd                 | schwedischer Graf, Feldmarschall und Künstler                                                                                      | 62    |       |
| 5. Oktober  | Eustachius Gabriel                  | deutscher Barockmaler |       |       |
| 5. Oktober  | Justus Heinrich Jenisch             | deutscher lutherischer Theologe | 82    |       |
| 5. Oktober  | Philippe-Antoine Magimel            | französischer Goldschmied und Enzyklopädist                                                                                        |       |       |
| 7. Oktober  | John Woolman                        | nordamerikanischer Wanderprediger und Autor                                                                                        | 51    |       |
| 8. Oktober  | Ernst Ludwig von Borcke             | königlich preußischer Oberst, Kommandeur des Kürassier-Regiments Nr. 6, Kommandant der Festung Minden und Chef eines Landregiments |       |       |
| 8. Oktober  | Jean-Joseph Cassanéa de Mondonville | französischer Violinist, Komponist und Intendant                                                                                   | 60    |       |
| 8. Oktober  | David Nitschmann                    | Bischof der Herrnhuter Brüdergemeine und deutscher Missionar                                                                       | 76    |       |
| 10. Oktober | Louis Tocqué                        | französischer Maler und Portraitist                                                                                                | 75    |       |
| 13. Oktober | George Keppel, 3. Earl of Albemarle | britischer Offizier und Politiker                                                                                                  | 48    |       |
| 22. Oktober | Franciszek Salezy Potocki           | polnischer Magnat und Woiwode | 72    |       |
| 27. Oktober | Daniel Tilas                        | schwedischer Herold, Heraldiker, Genealoge, Mineraloge, Geologe                                                                    | 60    |       |
| 28. Oktober | Christoph Ludwig Fehre              | deutscher Komponist und Organist                                                                                                   | 54    |       |
| 30. Oktober | Karl Wilhelm Jerusalem              | deutscher Jurist | 25    |       |
| 31. Oktober | Giovanni Brunacci                   | italienischer Abt, Numismatiker und Historiker                                                                                     | 60    |       |
| Oktober     | Philip Florent de Puisieux          | französischer Autor, Übersetzer, Rechtsanwalt                                                                                      | 58    |       |
| Oktober     | John Ivory Talbot                   | britischer Politiker |       |       |

## November
| Tag          | Name                           | Beruf, bekannt als                                                      | Alter | Beleg |
| ------------ | ------------------------------ | ----------------------------------------------------------------------- | ----- | ----- |
| 1. November  | Heinrich Adam Elias Borny      | Maler                                                                   |       |       |
| 4. November  | Josef Khell von Khellburg      | Jesuit, Philosoph und Numismatiker                                      | 58    |       |
| 5. November  | Pieter Steyn                   | holländischer Ratspensionär (1749–1772)                                 | 66    |       |
| 7. November  | Luis José Velázquez de Velasco | spanischer Historiker, Altertumswissenschaftler, Romanist und Hispanist | 50    |       |
| 8. November  | Georg Ernst Stahl der Jüngere  | deutscher Mediziner und Hofrat                                          | 59    |       |
| 10. November | Pedro António Correia Garção   | portugiesischer Dichter                                                 | 48    |       |
| 11. November | Jan Maurits Quinkhard          | niederländischer Maler deutscher Herkunft                               | 84    |       |
| 15. November | Johann Christian Senckenberg   | deutscher Arzt, Stifter, Naturforscher und Botaniker                    | 65    |       |
| 16. November | Alexander Jakob Lubomirski     | polnischer und sächsischer General und Regimentschef                    | 77    |       |
| 16. November | Johannes Schmidlin             | Schweizer Pfarrer, Komponist und Chorleiter                             | 50    |       |
| 17. November | Sigmund Jacob Haeckher         | Architekturdirektor und Professor der Geometrie und Mathematik          | 46    |       |
| 18. November | Christoph Ludwig von Stechow   | königlich preußischer Generalmajor, Chef des Dragoner-Regiments Nr. 9   | 74    |       |
| 19. November | Julius Aegidius von Negelein   | preußischer Hofgerichtsvizepräsident                                    | 66    |       |
| 23. November | Margareta Momma                | niederländisch-schwedische Verlegerin, Chefredakteurin und Journalistin |       |       |
| 30. November | Martin Grulich                 | deutscher evangelischer Theologe                                        | 78    |       |

## Dezember
| Tag          | Name                            | Beruf, bekannt als                                               | Alter | Beleg |
| ------------ | ------------------------------- | ---------------------------------------------------------------- | ----- | ----- |
| 1. Dezember  | Jean-Antoine Bérard             | französischer Opernsänger, Gesangslehrer in Paris                |       |       |
| 12. Dezember | Johann Gottfried Seyfert        | deutscher Komponist                                              | 41    |       |
| 12. Dezember | Johann Friedrich Stiebritz      | deutscher Philosoph                                              | 65    |       |
| 13. Dezember | August Gottlieb von Bornstedt   | preußischer Generalmajor und Chef des Infanterieregiments Nr. 20 |       |       |
| 15. Dezember | Dow Bär von Mesritsch           | Rabbiner und Führer der chassidischen Bewegung                   |       |       |
| 17. Dezember | Anselm Desing                   | katholischer Philosoph, Historiker und Pädagoge                  | 73    |       |
| 20. Dezember | Johann Georg Olbers             | deutscher Theologe und Bremer Domprediger                        | 56    |       |
| 27. Dezember | Adolf Friedrich von Witzendorff | deutscher Gutsherr und Prinzenerzieher am Hof von Neustrelitz    | 35    |       |
| 29. Dezember | Ernst Johann von Biron          | Herzog von Kurland                                               | 82    |       |

## Datum unbekannt
| Tag | Name                           | Beruf, bekannt als                                                           | Alter | Beleg |
| --- | ------------------------------ | ---------------------------------------------------------------------------- | ----- | ----- |
|     | Johann David Blindow           | deutscher Kommunaljurist, Oberbürgermeister von Stettin                      |       |       |
|     | Giovanni Stefano Carbonelli    | italienischer Violinist und Komponist                                        |       |       |
|     | Ludovico Costa                 | piemontesischer General und Vizekönig                                        |       |       |
|     | Ignaz Finsterwalder            | deutscher Stuckateur                                                         |       |       |
|     | Johann Eustachius Goldhagen    | deutscher Lehrer und Übersetzer                                              |       |       |
|     | Ernst Friedrich von der Heyden | preußischer Oberst und Regimentschef                                         |       |       |
|     | Johann Jakob Hofmann           | Schweizer Kunstmaler, Zeichner und Kupferstecher                             |       |       |
|     | Andrei Wassiljewitsch Kwassow  | russischer Architekt                                                         |       |       |
|     | Andrés Lorenzo Curbelo         | spanischer Geistlicher                                                       |       |       |
|     | Johann Ludwig Meil             | deutscher Zeichner, Maler und Bildhauer                                      |       |       |
|     | Johann Christoph Meinel        | deutscher Orgelbauer                                                         |       |       |
|     | Johann Patroclus Möller        | westfälischer Orgelbaumeister                                                |       |       |
|     | Johann Philipp Nonne           | deutscher Arzt und Botaniker                                                 |       |       |
|     | David Antonín Nývlt            | oberster Verwalter der Herrschaft Nachod, Chronist und Heimatschriftsteller  |       |       |
|     | Hyacinth de La Pegna           | französischer Schlachten- und Vedutenmaler                                   |       |       |
|     | Antonio Francesco Riccoboni    | italienisch-französischer Schauspieler, Dramatiker und Schauspieltheoretiker |       |       |
|     | Joachim Adam von Voß           | preußischer Oberst und Chef des Grenadier-Bataillons Nr. 2.                  |       |       |
|     | Michael von Smyrna             | Märtyrer und Heiliger der orthodoxen Kirche                                  |       |       |